# Grosse Freiheit
Große Freiheit (рус. «Великая свобода») — 7-й студийный альбом в стиле Neue Deutsche Härte группы Unheilig. Выпущен 19 февраля 2010 в двух редакциях: стандартный 14-й трековый альбом и Fanbox Edition boxset.

## Об альбоме
Fanbox Edition boxset выпущен тиражом 5000 экземпляров и включающий в себя следующее:
- 16 трековый альбом (включая 2 бонус-трека) в виде digipak.
- Бонусный CD невыпущенных студийных записей и первых шагов Графа на музыкальном поприще (никогда не публиковавшихся).
- Флаг UNHEILIG.
- 176-страничная автобиография: Граф рассказывает о своих первых музыкальных попытках вплоть до последнего альбома «Grosse Freiheit». Эта книга написана очень сокровенно и погружает читателя в увлекательное путешествие в повседневную жизнь и работу Графа. Лакомый кусочек для всех фанатов Unheilig.

## Список композиций
| №   | Название                              | Русский перевод        | Длительность |
| --- | ------------------------------------- | ---------------------- | ------------ |
| 1.  | «Das Meer»                            | Море                   | 3:39         |
| 2.  | «Seenot»                              | Кораблекрушение        | 4:22         |
| 3.  | «Für immer»                           | Навсегда               | 3:22         |
| 4.  | «Geboren um zu leben»                 | Рождены, чтобы жить    | 3:50         |
| 5.  | «Abwärts»                             | Вниз                   | 3:30         |
| 6.  | «Halt mich»                           | Держи меня             | 3:47         |
| 7.  | «Unter Feuer»                         | Под огнём              | 5:03         |
| 8.  | «Große Freiheit»                      | Великая Свобода        | 3:48         |
| 9.  | «Ich gehöre mir»                      | Я принадлежу себе      | 3:34         |
| 10. | «Heimatstern»                         | Звезда родины          | 4:10         |
| 11. | «Sternbild»                           | Созвездие              | 4:28         |
| 12. | «Unter deiner Flagge»                 | Под твоим флагом       | 4:10         |
| 13. | «Fernweh»                             | Страсть к путешествиям | 4:51         |
| 14. | «Schenk mir ein Wunder (Bonus track)» | Подари мне чудо        | 4:36         |
| 15. | «Auf Kurs (Bonus track)»              | По курсу               | 4:38         |
| 16. | «Neuland»                             | Новая земля            | 4:31         |

## Бонусный диск
1. Human Nations (1992)
2. The Beast (1992)
3. Lost Heaven (Невыпущенная песня раннего Unheiligzeit)
4. Faded Times (Невыпущенная песня раннего Unheiligzeit)
5. Seenot (Demo)
6. Für Immer (Demo)
7. Unter deiner Flagge (Demo)
8. Geboren um zu leben (Demo)
9. Geboren um zu leben (Demo 2)

## Live album
11 июня 2010 года был выпущен одноимённый live альбом, представляющий собой набор CD и DVD. Limited Deluxe Edition состоит из 4-х дисков, тогда как Special Edition — из двух.

## Чарты
В Германии альбом остаётся № 1 уже 23 недели, дольше, чем любой альбом XXI века.
Große Freiheit — второй наиболее скачиваемый немецкий альбом за всё время, после Stadtaffe Peter Fox.
Находясь 52 недели в германском top-10, альбом является 17 продержавшимся здесь год или дольше
и первым, сделавшим это после Vom selben Stern от Ich+Ich, который был выпущен в июле 2007..
| Позиции в чартах | Позиции в чартах | Позиции в чартах | Позиции в чартах |
| GER              | AUT              | SWI              | EUR              |
| ---------------- | ---------------- | ---------------- | ---------------- |
| 1                | 1                | 3                | 6                |

| Год  | Чарт                    | Позиция |
| ---- | ----------------------- | ------- |
| 2010 | European Top 100 Albums | 9       |
| 2010 | German Albums Chart     | 1       |

## Große Freiheit (Winter Edition)
Этот альбом был перевыпущен 19 ноября 2010 со всеми 14 стандартными песнями, включая бонусные.
Второй диск содержит Winterland и его ремиксы. У альбома новая обложка, чтобы отразить название.

### Список композиций
| №  | Название                              | Русский перевод                      | Длительность |
| -- | ------------------------------------- | ------------------------------------ | ------------ |
| 1. | «Winterland»                          | Зимняя страна                        |              |
| 2. | «Geboren um zu leben (Piano Version)» | Рождены жить                         |              |
| 3. | «Unter deiner Flagge (Piano Version)» | Под твоим флагом                     |              |
| 4. | «Winterland (Single Version)»         | Зимняя страна (Сингл версия)         |              |
| 5. | «Winterland (Gregorian Version)»      | Зимняя страна (Григорианская версия) |              |
| 6. | «Der Graf liest Dornröschen»          | Граф читает Спящую Красавицу         |              |